# Paralucia aurifer
Espèce
Paralucia aurifer est une espèce australienne de lépidoptères (papillons) de la famille des Lycaenidae.

## Description
L'imago a une envergure d'environ 25 mm. Il vit de décembre à janvier. Les ailes sont marron terne avec des triangles d'orange doré au milieu de chaque aile.

## Répartition
Paralucia aurifer est présent dans le Sud-Est de l'Australie : Nouvelle-Galles du Sud, est du Queensland, Victoria, Tasmanie, Territoire de la capitale australienne.
Il vit dans la forêt claire et à la lisière des forêts décidues humides tropicales et subtropicales.

## Écologie
Paralucia aurifer et la fourmi Anonychomyrma nitidiceps forment une relation symbiotique complexe avec la plante Bursaria spinosa. Le papillon pond ses œufs sur la face inférieure des feuilles et les chenilles se nourrissent des feuilles avant de se mélanger dans le sol au pied de la plante. La fourmi creuse des cavités dans le sol où les chenilles dorment puis se nymphosent, et accompagne ces dernières pendant qu'elles se nourrissent. On pense que la fourmi se nourrit des sécrétions des chenilles.
La chenille se nourrit aussi de Pittosporum multiflorum.

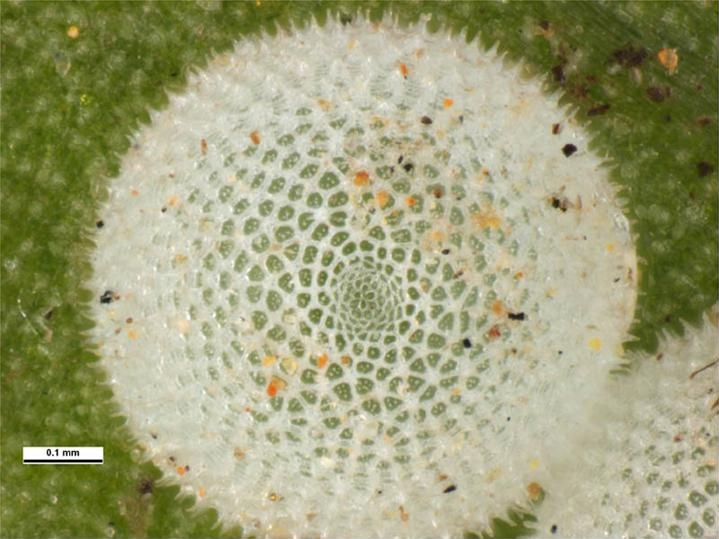
Œuf, vue dorsale.
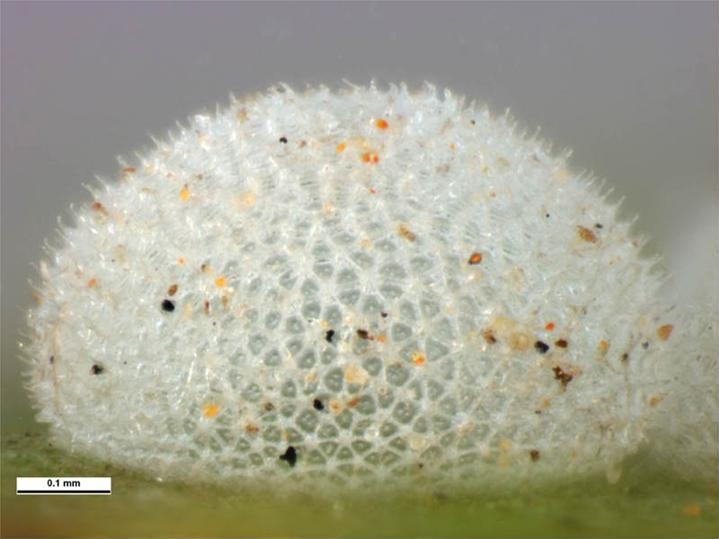
Œuf, vue latérale.
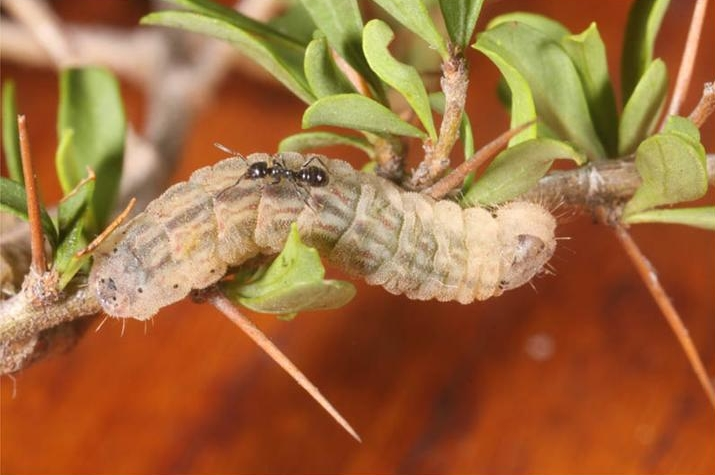
Chenille.
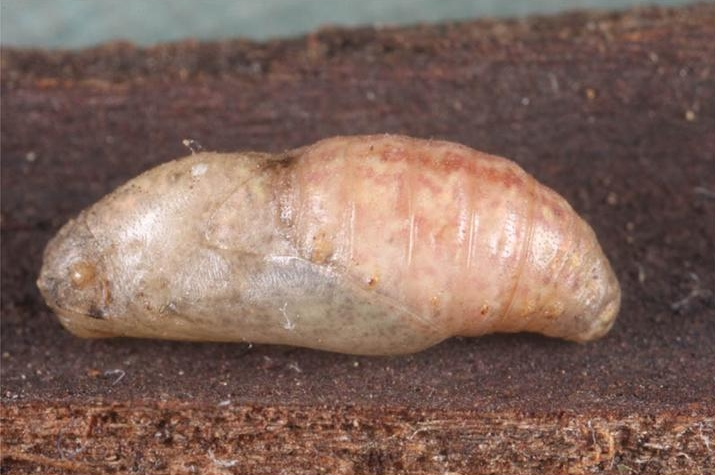
Chrysalide.

## Source de la traduction
- (en) Cet article est partiellement ou en totalité issu de l’article de Wikipédia en anglais intitulé « Paralucia aurifer » (voir la liste des auteurs).